# Michal Slivovič
Michal Slivovič (* 10. November 1969 in Humenné, Tschechoslowakei) ist ein Diplomat aus der Slowakei.

## Werdegang
1994 beendete Slivovič ein Studium am Staatlichen Moskauer Institut für Internationale Beziehungen in Russland.
Von Oktober 1994 bis 1997 war Slivovič im Außenministerium Desk Officer für die Türkei, Griechenland und Zypern. Es folgte bis 2001 der Posten des dritten Sekretärs an der slowakischen Botschaft in Ankara (Türkei). Slivovič war dann Berater des Generalsekretärs im Außenministerium, bevor er von 2003 bis 2004 erster Sekretär an der slowakischen Botschaft in Moskau wurde. 2004 absolvierte Slivovič eine Ausbildung am NATO Defense College in Rom (Italien), bevor er in Brüssel (Belgien) Berater und Chef der Sektion Politik bei der Ständigen Vertretung der Slowakei bei der NATO wurde. Das Amt hatte er bis 2008 inne. Bis 2009 war Slivovič dann im Außenministerium Direktor der Abteilung Operative Planung und Projektunterstützung. Von 2010 bis April 2011 war er in der Abteilung Strategie und Analyse, bevor er im Mai Direktor der Abteilung Sicherheitspolitik wurde. Von Juli 2011 an war Slivovič Direktor der Abteilung Asien, Afrika, Lateinamerika und Pazifik. Im Juni 2012 wurde von der Abteilung die Zuständigkeit für Lateinamerika abgetrennt. Im November gab Slivovič den Direktorenposten für die Abteilung ab und wurde im Juni 2013 Direktor der Abteilung Mittlerer Osten und Subsahara-Afrika.
Am 22. April 2014 trat Slivovič, als Nachfolger von Štefan Rozkopál, den Posten als slowakischer Botschafter in Indonesien an. Mit Sitz in Jakarta hatte Slivovič als Botschafter zusätzliche Akkreditierungen für Brunei, Malaysia, Osttimor (Akkreditierung: 18. September 2014), die Philippinen, Singapur und die Association of Southeast Asian Nations (ASEAN). Die Übergabe der Akkreditierung an Präsident Tony Tan Keng Yam in Singapur erfolgte am 29. Mai 2014. Slivovičs Amtszeit in Jakarta endete 2018. Ihm folgte als neuer Botschafter Jaroslav Chlebo. Slivovič kehrte an das Außenministerium in Bratislava zurück und wurde Direktor der Abteilung Osteuropa, Südkaukasus und Zentralasien.

## Sonstiges
Michal Slivovič ist verheiratet mit Olga Slivovičová. Das Paar hat gemeinsam einen Sohn und eine Tochter.
Slivovič spricht neben seiner Muttersprache Englisch, Russisch, Türkisch und Französisch.